# 〜ちょいモテおやじ養成番組〜ものほん
『〜ちょいモテおやじ養成番組〜ものほん』（ちょいモテおやじようせいこうざものほん）とは、TBSラジオで2006年4月3日から同年9月25日まで放送されたラジオ番組である。
放送時間は、毎週月曜日19:00 - 21:00（JST）。番組のコンセプトは、「ほんものを語り、ちょいモテおやじを養成すること」である。

## コーナー・タイムテーブル
- 19:00 オープニング
- 19:10 ニュース
- 19:15 おとなミシュラン
いかにして女性と一緒に食事といくか、そしてこのオーダーをすれば女性にモテるというおとなを匂わせるこだわりの食材を教えるコーナー。
- 19:23 ユトリロ主義
- 19:28 交通情報
- 19:33 60年代の洋楽
- 19:53 交通情報、天気予報
- 20:05 ニュース
- 20:10 おとな夜話
- 20:28 交通情報
- 20:34 原口あきまさの赤坂エンタメ亭
  - TBSラジオのイベント情報を知らせるコーナー
- 20:40 70年代の音楽
- 20:50 ショート・ショート・ミステリー
- 20:55 交通情報、天気予報、エンディング

## 出演者
- 難波圭一
- 鳥越さやか
- 原口あきまさ（20:34頃からのコーナー「原口あきまさの赤坂エンタメ亭」に出演）